# Реальные девчонки
«Реальные девчонки» (англ. Material Girls) — художественный фильм, снятый режиссёром Мартой Кулидж в 2006 году.

## Сюжет
Фильм о богатых наследницах президента косметической компании «Марчетта». После смерти отца имидж компании оскверняют, полагая, что косметика «Марчетта» ядовита. Главные героини — Эва и Танзания (Хейли и Хилари Дафф) теряют всё — их счета заблокированы, дом сгорел, компания на грани краха. Тогда девочки поселяются у своей домработницы и начинают расследование, чтобы восстановить доброе имя отца.

## В ролях
| Актёр                 | Роль                           |
| --------------------- | ------------------------------ |
| Хилари Дафф           | Танзания «Тэнзи» Марчетта      |
| Хейли Дафф            | Эва Марчетта                   |
| Мария Кончита Алонсо  | Инес                           |
| Анжелика Хьюстон      | Фабиэлла конкурент Тэнзи и Эвы |
| Брент Спайнер         | Томми Катценбах                |
| Лукас Хаас            | Генри Бэйнс                    |
| Маркус Колома         | Рик                            |
| Тай Ходжес            | Этьен                          |
| Рейган Дейл Нейс      | Джейден                        |
| Обба Бабатунде        | Крэйг                          |
| Мисти Трая            | Мартиника                      |
| Брандон Бимер         | Мик Рионн                      |
| Коллин Кэмп           | Шарлин                         |
| Фэйт Принс            | Пэм                            |
| Дот Джонс             | Бутч Бренда                    |
| Джоэл и Бенджи Мэдден | парковщики                     |